# Gerd Egloff
Gerd Egloff (* 17. Juli 1939 in Pinneberg; † 24. April 2023 in Darmstadt) war ein deutscher Anglist, Didaktiker und Hochschullehrer.

## Leben und Wirken
Nach seiner Reifeprüfung in Hamburg studierte Gerd Egloff Anglistik und Geschichte an der Universität Hamburg. Dort legte er 1964 die beiden Staatsexamen für den höheren Schuldienst ab. Bis 1970 war er dann als Gymnasiallehrer tätig. In diesem Jahr begann seine Hochschullehrertätigkeit an der Technischen Universität Darmstadt. Zunächst war er dort Studienrat (später Oberstudienrat) im Hochschuldienst am Institut für Sprach- und Literaturwissenschaft und zwar für das Fach Englisch im Lehramt an beruflichen Schulen. Seine Promotion an dieser Universität erfolgte 1974 mit einer Arbeit über Agatha Christie. 1976 habilitierte er sich für das Fach Anglistik und übernahm in Darmstadt 1979 eine Professor für Englische Literatur und Didaktik. 2004 trat er in den Ruhestand. Im Wintersemester 1987/88 hatte Egloff eine Gastprofessur an der California State University, Long Beach inne. Im Jahre 1990 verbrachte er ein Forschungssemester in Australien. 
Neben seinen Arbeiten zu Literatur und Gesellschaft in England in der ersten Hälfte des 20. Jahrhunderts beschäftigte sich Egloff vor allem mit dem Englischunterricht an beruflichen Schulen.

## Veröffentlichungen (Auswahl)
- Detektivroman und englisches Bürgertum. Konstruktionsschema und Gesellschaftsbild bei Agatha Christie (= Literatur in der Gesellschaft, Bd. 23). Bertelsmann Universitätsverlag, Düsseldorf 1974, ISBN 3-571-05045-2 (= Dissertation Technische Universität Darmstadt).
- Soziale Norm und literarische Form. Gesellschaftliche Bedingungen der Romanrezeption in England in den Jahren 1918–1930 (= Hochschulschriften. Literaturwissenschaft, Bd. 35). Hain, Meisenheim am Glan 1978, ISBN 3-445-01483-3 (= Habilitationsschrift TU Darmstadt).
- Berufsbildung und Gewerbelehrerausbildung in England (= Darmstädter Beiträge zur Berufspädagogik, Bd. 5). Holland u. Josenhans, Stuttgart 1979, ISBN 3-7782-9850-X.
- (mit Hans-Jürgen Bauer u. Gerhard Burzer): Motivating Students through Task-based Foreign Language Learning in Science and Technology. In: Manfred Pelz (Bearb.): Fremdsprachen für die Zukunft - Nachbarsprachen und Mehrsprachigkeit (= Saarbrücker Schriften zur angewandten Linguistik und Sprachlehrforschung, Bd. 12). Universität des Saarlandes, Saarbrücken 1993, S. 165–176
- (mit Michael Knauf): Sprachliches Handeln und politisches Lernen. Berufsbezogenes Fremdsprachenlernen für junge Arbeitnehmer/-innen im Ausland. In: Ernst Ross (Hrsg.): Berufsbezogenes Fremdsprachenlernen. Bertelsmann, Bielefeld 1997, S. 57–72.
- Das Erfassen berufsbezogener Fremdsprachenqualifikationen in einem handlungsorientierten Unterricht. In: Jens U. Schmidt (Hrsg.): Zertifizierung von berufsbezogenen Fremdsprachenqualifikationen in einem zusammenwachsenden Europa (= Berichte zur beruflichen Bildung, Bd. 197). dipa-Verlag, Frankfurt/M. 1997, S. 15–25, ISBN 3-7639-0782-3.
- (Hrsg.): Languages for work and life. The Council of Europe and vocationally oriented language learning (VOLL). Council of Europe Publ., Strasbourg 1998, ISBN 92-871-3243-7.
- (mit Michael Knauf): Berufsorientiertes Fremdsprachenlernen mit neuen Zielgruppen im LEONARDO-Programm. In: Carmen Gutiérrez u. a.: Zehn Jahre europäische Sprachenförderung in LINGUA, LEONARDO, SOKRATES 1990–2000. Saarbrücker Druckerei u. Verlag, Saarbrücken 2001, S. 121–134, ISBN 3-00-006686-1.